# Munga
Munga est une localité de la commune de Västerås dans le comté de Västmanland en Suède.
Sa population était de 288 habitants en 2019.